# Lew Soloff

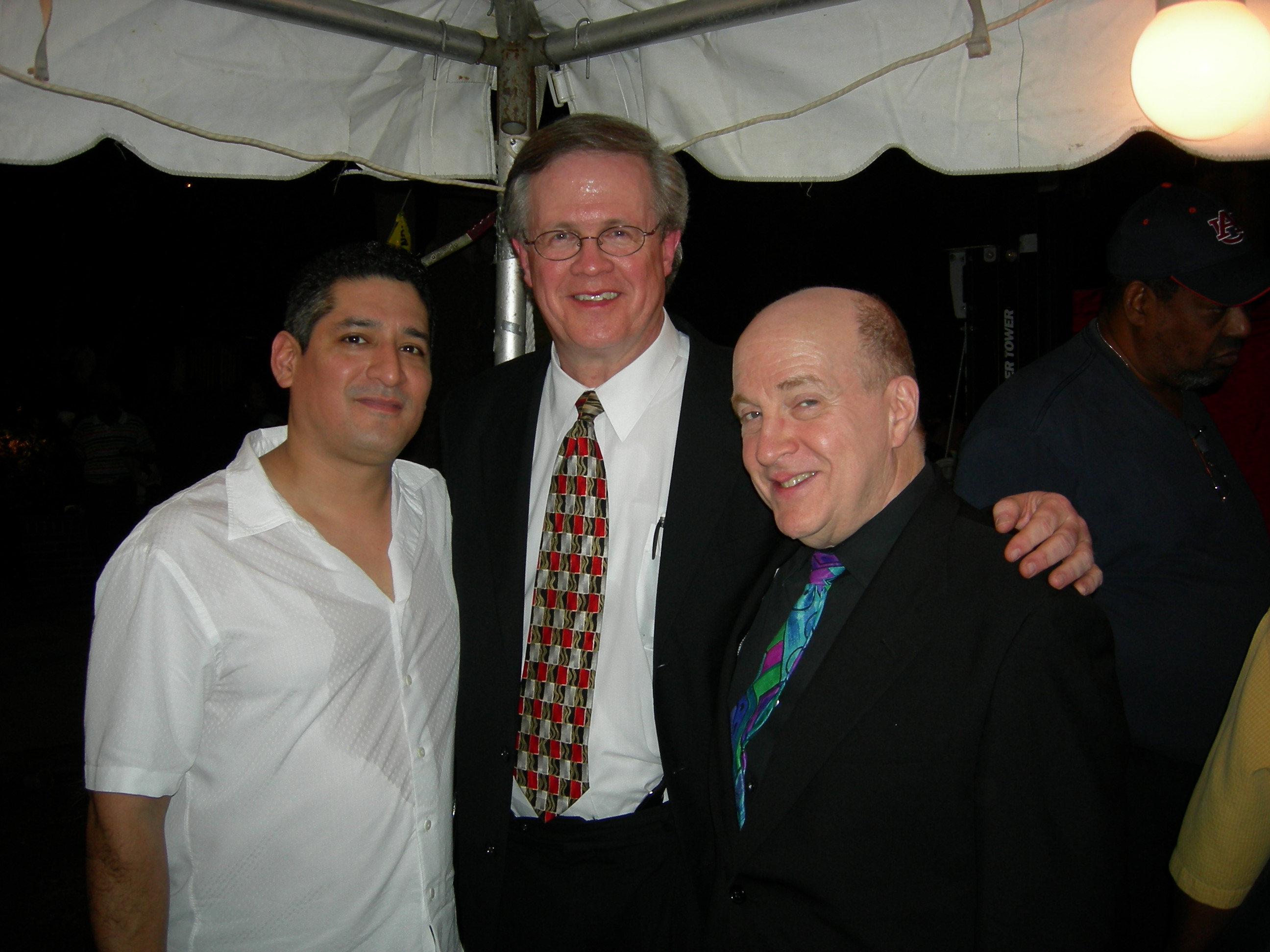
Lew Soloff (uiterst rechts), met Steve Ramos (links) en Ray Reach (midden)

Lew Soloff (New York, 20 februari 1944 - aldaar, 8 maart 2015) was een Amerikaanse jazz-trompettist. Hij was het meest bekend als lid van de rockgroep Blood, Sweat & Tears.

## Biografie
Soloff stamde uit een muzikale familie: zijn vader was danser, zijn moeder violiste. Als kind had hij pianoles, toen hij tien was stapte hij over op de trompet. Hij studeerde vanaf 1961 aan de Eastman School of Music, in de zomervakantie speelde hij in clubs en hotels. Na een studie aan de Juilliard School of Music werkte hij met muzikanten als Philly Joe Jones, Paul Chambers, Elvin Jones en Maynard Ferguson. Ook was hij actief in de Latin-bands van Machito, Tito Puente en Chuck Mangione. In 1968 werd hij lid van de bigband van Joe Henderson en Kenny Dorham.
Van 1968 tot 1973 speelde hij bij Blood, Sweat & Tears, met deze groep kreeg hij negen gouden platen en een Grammy. Van 1973 tot aan diens dood in 1988 was hij trompettist bij Gil Evans. Hij had vanaf 1975 een kwintet met Jon Faddis en speelde in een trio met Pete Levin en Jeff Berlin. Hij maakte deel uit van de New York Big Band van George Russell en richtte in de jaren tachtig met David Matthews het Manhattan Jazz Quintet op, waarin onder meer Steve Gadd, Eddie Gomez, John Patitucci en Peter Erskine hebben gespeeld. Soloff had nog enkele andere bands en was lid van enkele groepen van Carla Bley, waaronder haar bigband. Ook werkte hij samen met onder andere Ray Anderson (diens Pocket Brass Band) en drummer Bobby Previte.
Hij was actief in de popmuziek (hij werkte voor vocalisten als Frank Sinatra en Tony Bennett, maar ook Elvis Costello, Lou Reed en Paul Simon) en speelde mee op platen van blues-muzikanten als John Mayall en Dr. John. Tevens is hij te horen op opnames van bijvoorbeeld Philip Glass. Hij werkte mee aan soundtracks en talrijke televisie-commercials, en was als docent actief aan Manhattan School of Music, Juilliard en New School of Music.
Soloff overleed aan de gevolgen van een hartaanval.

## Discografie (selectie)
als leider:
- Speak Low, Pro Jazz Records, 1987
- But Beautiful, Evidence Records, 1992
- With a Song in My Heart, Milestone Records/New Note, 1999